# 2BiC
 (juin 2025).
Motif : Aucune source valable (charts), aucune source centrée
- Archive Wikiwix
- Bing
- Cairn
- DuckDuckGo
- E. Universalis
- Gallica
- Google
- G. Books
- G. News
- G. Scholar
- Persée
- Qwant
- (zh) Baidu
- (ru) Yandex
- (wd) trouver des œuvres sur Wikidata

| 1. | Préciser le motif de la pose du bandeau. | Précisez le motif de la pose du bandeau en utilisant la syntaxe suivante : {{admissibilité à vérifier\|date=juillet 2025\|motif=remplacez ce texte par le motif}}         |
| 2. | Informer les utilisateurs concernés.     | Pensez à avertir le créateur de l'article, par exemple, en insérant le code ci-dessous sur sa page de discussion : {{subst:avertissement admissibilité à vérifier\|2BiC}} |

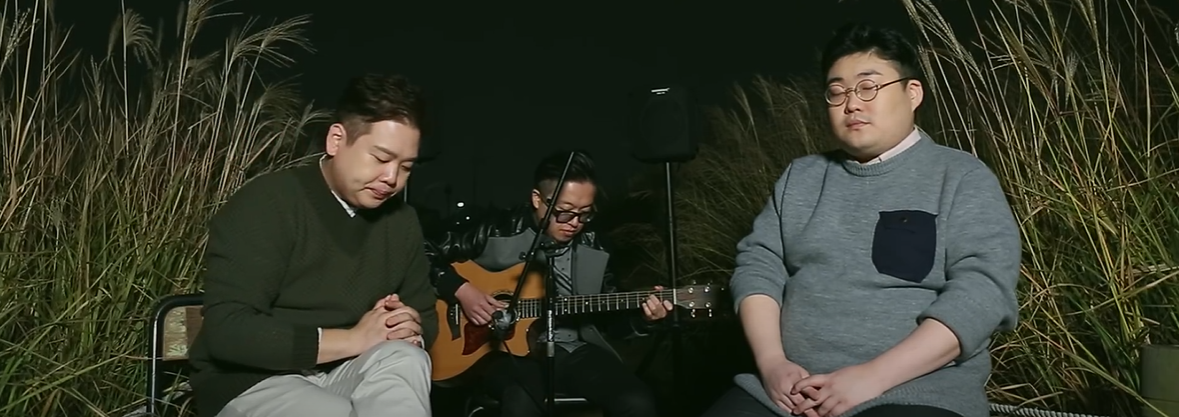
2BiC en 2015.

2BiC (en coréen : hangul=투빅 ; abréviation de To Be Continued) est un duo sud-coréen de RnB formé par Nextar Entertainment à Séoul, en Corée du Sud. Ils ont fait leurs débuts le 14 mars 2012 avec "Made Yet Another Woman Cry".

## Membres
- Jihwan (지환)
- Junhyung (준형)

## Discographie

### Album studio
| Titre         | Détails de l'album | Meilleures positions dans les classements | Ventes |
| Titre         | Détails de l'album | KOR                                       | Ventes |
| ------------- | --- | ----------------------------------------- | ------ |
| Back To Black | - Sortie : 15 mars 2013 - Label : Nextar Entertainment, LOEN Entertainment - Formats : CD, téléchargement numérique                       | 42                                        | NC     |
| Back To Black | - Réédité le 5 juin 2013 (en tant que Return) - Label : Nextar Entertainment, LOEN Entertainment - Formats : CD, téléchargement numérique | —                                         | NC     |

### EP
| Titre                          | Détails de l'album | Meilleures positions dans les classements | Ventes      |
| Titre                          | Détails de l'album | KOR                                       | Ventes      |
| ------------------------------ | --- | ----------------------------------------- | ----------- |
| Hu+man                         | - Sortie : 22 juin 2012 - Label : Nextar Entertainment, LOEN Entertainment - Formats : CD, téléchargement numérique                              | 27                                        | - KOR : 682 |
| Soul Mate                      | - Sortie : 10 avril 2014 - Label : Nextar Entertainment, LOEN Entertainment - Formats : CD, téléchargement numérique                             | —                                         | NC          |
| Soul Mate                      | - Réédité : 25 juin 2014 (en tant que Walk Backward) - Label : Nextar Entertainment, LOEN Entertainment - Formats : CD, téléchargement numérique | —                                         | NC          |
| Genuine                        | - Sortie : 26 novembre 2014 - Label : Nextar Entertainment, LOEN Entertainment - Formats : CD, téléchargement numérique                          | —                                         | NC          |
| Genuine                        | - Réédité : 23 décembre 2014 - Label : Nextar Entertainment, LOEN Entertainment - Formats : CD, téléchargement numérique                         | 41                                        | NC          |
| Return 2BiC                    | - Sortie : 6 octobre 2015 - Label : Nextar Entertainment, LOEN Entertainment - Formats : CD, téléchargement numérique                            | 38                                        | NC          |
| Fall In 2BiC                   | - Sortie : 29 septembre 2016 - Label : Nextar Entertainment, Genie Music - Formats : CD, téléchargement numérique                                | —                                         | NC          |
| I Guess We Were Really In Love | - Sortie : 23 février 2017 - Label : Nextar Entertainment, Genie Music - Formats : CD, téléchargement numérique                                  | —                                         | NC          |

### Album single
| Titre      | Détails de l'album | Meilleures positions dans les classements | Ventes |
| Titre      | Détails de l'album | KOR                                       | Ventes |
| ---------- | --- | ----------------------------------------- | ------ |
| CS Numbers | - Sortie : 3 septembre 2013 - Label : Nextar Entertainment, CS Happy Entertainment - Formats : CD, téléchargement numérique | —                                         | NC     |

### Collaborations
| Année | Titre                                      | Autres artiste(s)    |
| ----- | ------------------------------------------ | -------------------- |
| 2012  | "On Nights Like Tonight" (오늘같은 밤이면) | Davichi              |
| 2017  | "Love Is Idle" (함께. 넷. 사랑은 공전)     | Green Spring Romance |

### Apparitions sur des bandes-son
| Année | Titre                                | Album                 |
| ----- | ------------------------------------ | --------------------- |
| 2013  | "I'm Loving You" (사랑하고 있습니다) | Good Doctor OST       |
| 2016  | "Hold Back" (참아)                   | Goodbye Mr. Black OST |
| 2016  | "Mr. Trouble"                        | Listen to Love OST    |
| 2018  | "Heart"                              | Are You Human? OST    |